# スタンプ・キャットニワット
スタンプ・キャットニワット（Stamp Kiatniwat、1998年1月7日 - ）は、タイのプロボクサー。元WBA世界フライ級暫定王者。スタンプ・クラティンデーンジムとも記述される。タイのプロボクサー史上最年少世界王者。

## 来歴
2013年4月18日、アユタヤ県のアユタヤ歴史公園でジャオクンポン・ガオランレックジムとデビュー戦を行い、6回判定勝ち。
2013年5月28日、スラートターニー県プラセーン郡でライトフライ級契約6回戦を行い、プロ初のKO勝ちとなる初回TKO勝ちを収めた。
2014年8月8日、バンコクドゥシット区にあるロイヤル・プラザで元WBA世界ミニマム級王者クワンタイ・シッモーセンと対戦し、12回3-0(117-111、2者が115-112)の判定勝ちを収めた。
2014年9月23日、アユタヤ県のアユタヤ歴史公園でサムエル・テフアヨとPABAフライ級暫定王座決定戦を行い、3-0の判定勝ちを収め王座獲得に成功した。
2014年12月5日、バンコクドゥシット区にあるロイヤル・プラザでゲボイ・マンサラヤオと対戦し、2回KO勝ちを収めPABA暫定王座の初防衛に成功した。
2015年1月2日、バンコクバーンクンティアン区でエスピノス・サブと対戦し、3-0の判定勝ちを収めPABA暫定王座の2度目の防衛に成功した。
2015年3月23日、アユタヤ県のザ・ソサエティ・アユタヤ・リゾートでウィルバー・アンドガンと対戦し、5回KO勝ちを収めPABA暫定王座の3度目の防衛に成功した。
2015年4月24日、裵永吉の王座返上に伴い正規王座に認定された。
2015年7月29日、ルーイ県でヨーッモンコン・ウォー・センテープがファン・カルロス・レベコとの王座統一戦に敗れ王座から陥落したことに伴いグレゴリオ・レブロンとWBA世界フライ級暫定王座決定戦を行い、12回2-0（113-113、116-112、117-109）の判定勝ちを収め王座獲得に成功し、タイのボクサーで史上最年少17歳での王座戴冠を果たした。しかしレブロン陣営は116-112でスタンプを支持したキム・ビュンム氏と117-109でスタンプを支持した島川威氏の採点に納得がいかず、スタンプとタイでの再戦を要求した。。
2015年12月10日、チエンマイ県でWBA世界フライ級4位のグレゴリオ・レブロンと再戦し、初防衛戦を行う予定だったが、試合は延期された。
2016年2月9日、バンコクのクルンテープ・トンブリ大学でグレゴリオ・レブロンと7ヵ月ぶりに再戦し、12回2-0(115-113、114-113、114-114)の判定勝ちを収め初防衛に成功した。
当初は同月5日に行われる予定だったが、スポンサーの都合で4日延期されて行われた。
2016年12月31日、日本の島津アリーナ京都でWBA世界フライ級正規王者井岡一翔と王座統一戦を行い、プロ初黒星となる7回2分51秒TKO負けを喫した。

## 獲得タイトル
- PABA フライ級暫定王座（防衛3=正規王座に認定）
- 第17代PABAフライ級王座（防衛0=返上）
- WBA世界フライ級暫定王座（防衛1）